# Emilianos (Vafidis)
Emilianos (Vafidis) (griechisch Αιμιλιανός Βαφείδης), mit bürgerlichem Namen Alexandros Vafidis (Αλέξανδρος Βαφείδης) (* 5. Oktober 1934 in Nikea bei Piräus; † 9. Mai 2019 in Ormylia), war Abt des Athosklosters Simonos Petras, Gründer eines Nonnenklosters in Ormylia auf der griechischen Halbinsel Chalkidiki und mehrerer orthodoxer Klöster in Frankreich. Viele seiner Predigten und Ansprachen wurden aufgezeichnet und sind in Büchern in verschiedenen Sprachen erschienen.

## Leben und Wirken

### Kindheit und Jugend
Schon als Kind und Jugendlicher beteiligte sich Alexandros aktiv am kirchlichen Leben, indem er im Großraum Athen etwa Freizeiten oder Katechesen organisierte. 1959 schloss er sein Theologiestudium an der Universität Athen ab. Sein Plan war, Missionar zu werden. Um dieses Ziel zu erreichen, begann Alexandros das klösterliche Leben.

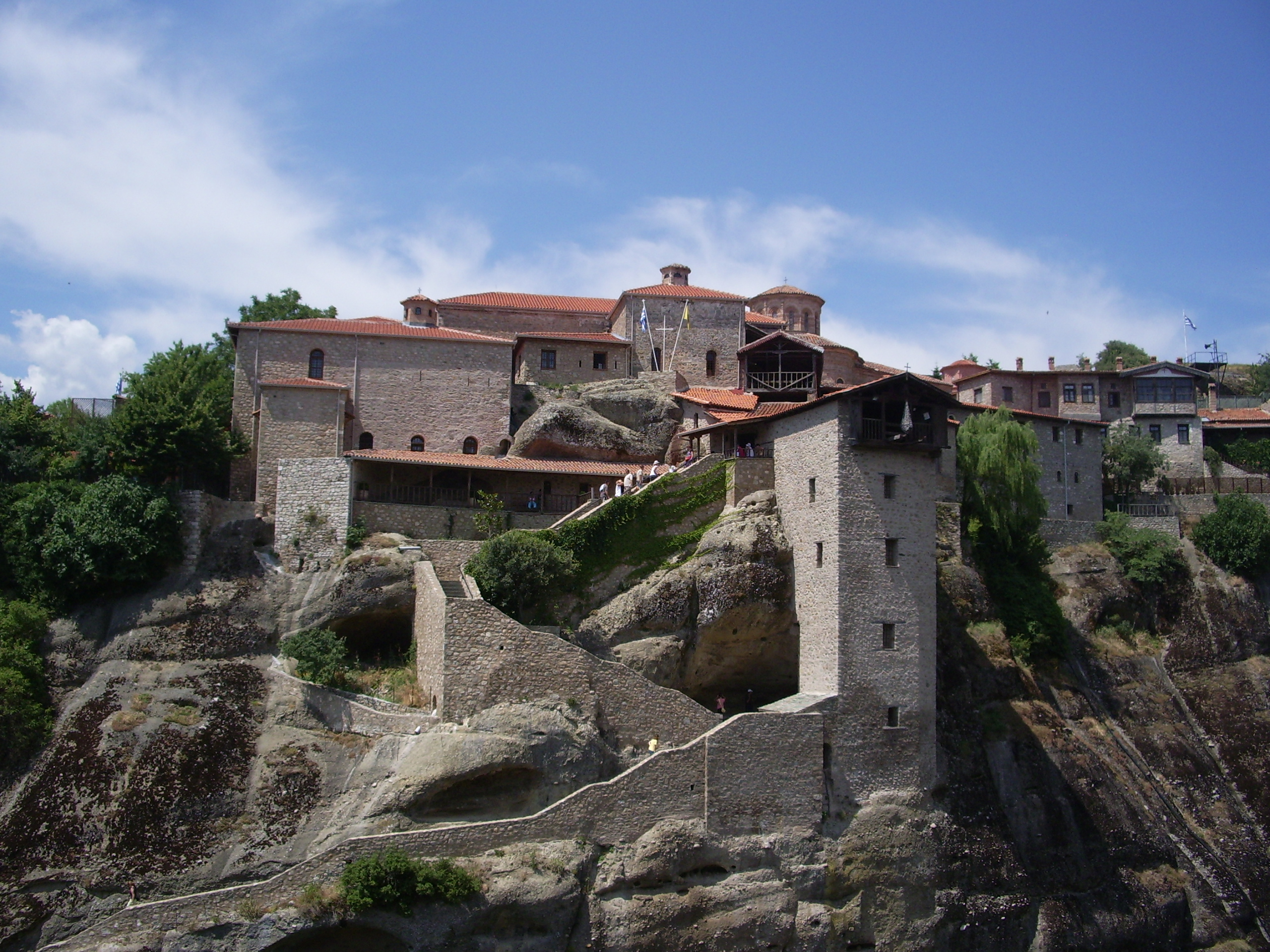
Das Große Meteora-Kloster

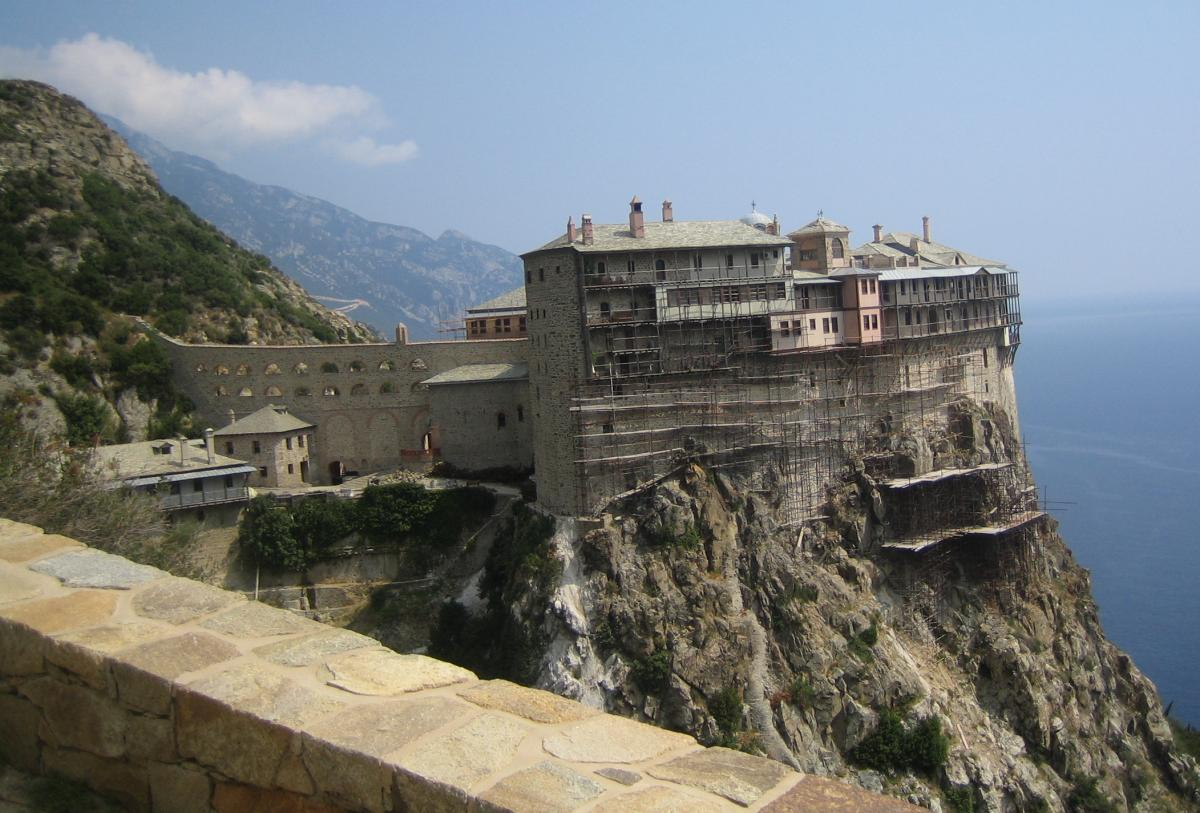
Kloster Simonos Petras am Athos

### Beginn des klösterlichen Lebens
Am 9. Dezember 1960 wurde er zum Mönch mit dem Namen Emilianos geweiht, am 11. Dezember folgte seine Weihe zum Diakon und am 15. August 1961 seine Priesterweihe. Nach Aufenthalten in diversen Klöstern der Meteora-Region wurde er in das Kloster des Heiligen Vissarion am Fuß des Pindosgebirges versetzt. Dort hatte er ein tiefgreifendes religiöses Erlebnis, über das er 1983 in der dritten Person als Geschichte eines gewissen Mönches berichtete. Er beschreibt darin, wie plötzlich alles in der Nacht in Licht getaucht gewesen sei, die ganze Schöpfung das Jesusgebet gebetet habe und sein Herz zunehmend davon ergriffen worden sei: „In seiner Entrückung sah er, dass Himmel und Erde ohne Unterlass das Jesusgebet singen und dass der Mönch nur dann wahrhaftig lebt, wenn er von eben diesem beseelt ist. Damit das geschieht, muss er nur aufhören, für sich selbst zu leben.“ Kurz nach diesem Erlebnis bestimmte ihn Metropolit Dionysios zum Abt des größten Meteora-Klosters „Metamórphosis“, zudem wurde ihm der Dienst eines Diözesan-Predigers und Beichtvaters auferlegt. Während Emilianos zu Beginn noch allein in dem verlassenen Kloster lebte, schlossen sich ihm zunehmend Interessierte an. Am 6. August 1966 erhielt er von Metropolit Dionysios das Große Schima. Die wachsende Mönchsgemeinschaft sah sich aber zunehmend dem Druck des anwachsenden Tourismus ausgesetzt.

### Auf dem Athos
1973 erhielten Emilianos und seine Mönche vom Verwaltungsrat des Athos die Einladung, das Kloster Simonos Petras neu zu beleben. Daraufhin übersiedelte Emilianos mit all seinen Mönchen auf den Athos. Im Mai 1974 gründete Emilianos in Ormylia einen Konvent „der Verkündigung der Allheiligen Gottesgebärerin“ für Nonnen, die Emilianos als geistlichen Vater hatten. Lebten in dem Kloster anfänglich etwa 40 Nonnen, waren es 2013 etwa 120. Unweit des Klosters gründete Emilianos 1981 auch eine Stiftung, die vor allem soziale Aufgaben wahrnimmt.

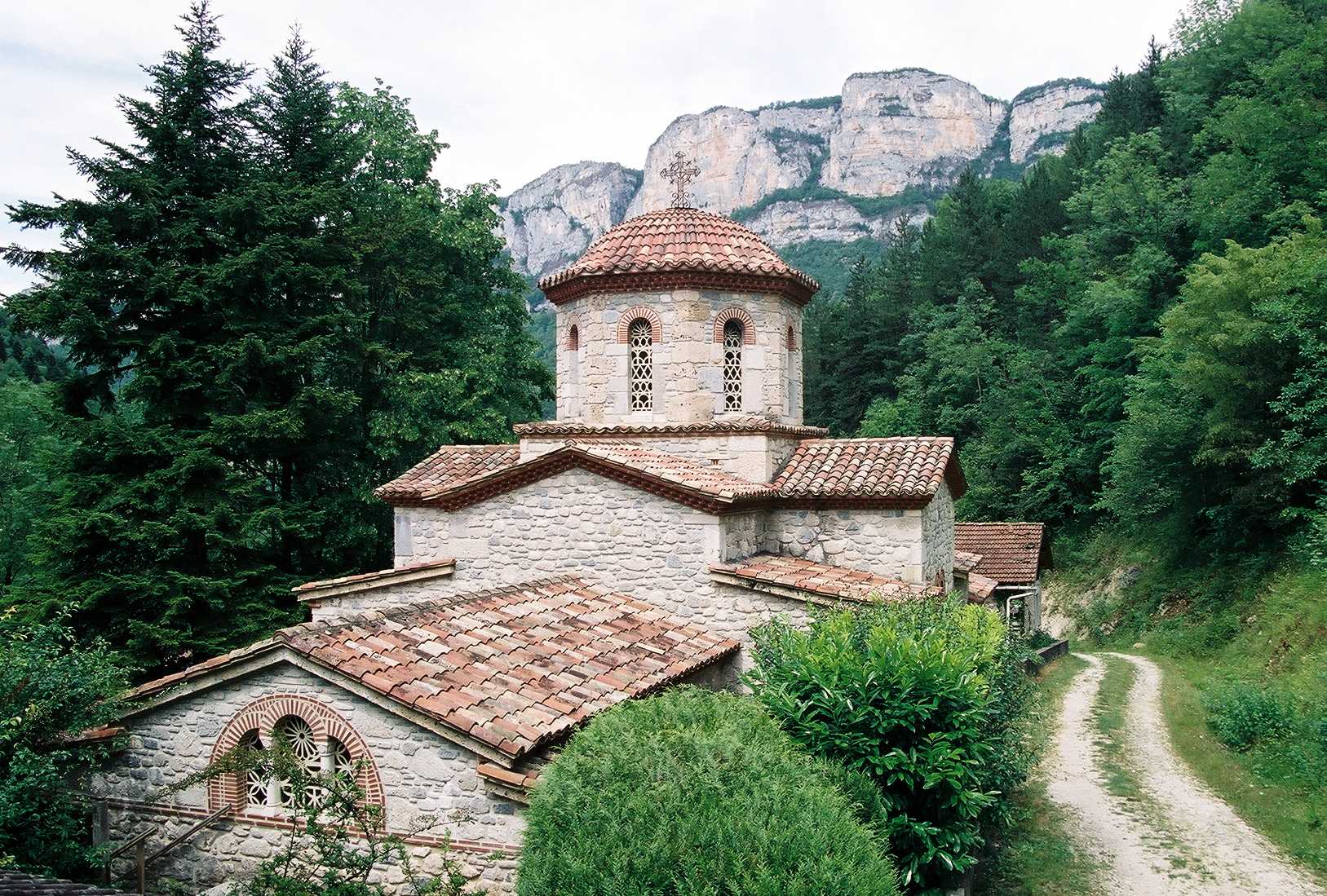
Kloster des Hl. Antonius in den französischen Alpen

Am 19. Juni 1977 nahm Abt Emilianos im Kloster Simonos Petros eine von Placide Deseille geleitete Gemeinschaft französischer Trappisten in die orthodoxe Kirche auf. Die Gemeinschaft hatte schon zuvor in Aubazine en Corrèze im byzantinischen Ritus die Gottesdienste gefeiert. Auch infolgedessen entstanden in Frankreich drei von Simonos Petras abhängige Klöster: das Kloster des Antonius des Großen in Saint-Laurent-en-Royans in den französischen Alpen, das Nonnenkloster „der Transfiguration“ bei Terrasson-Lavilledieu in Südwestfrankreich und das Nonnenkloster „des Schutzes der Gottesmutter“ bei La Bastide-d’Engras in Südfrankreich.
Seit Anfang 1995 war Emilianos an einer unheilbaren Krankheit erkrankt. Stufenweise musste er sich von seinen Verpflichtungen zurückziehen. Im Jahr 2000 legte er das Amt des Abtes von Simonos Petras nieder. Emilianos lebte zuletzt zurückgezogen im Kloster von Ormylia. Seine Katechesen, Reden und Predigten wurden vielfach aufgezeichnet und sind in Druck erschienen, vor allem in griechischer Sprache. Es gibt aber auch Übersetzungen ins Englische, Arabische, Bulgarische, Französische, Serbische, Rumänische, Russische und Deutsche.

## Werke
- Arch. Aimilianos von Simonopetra: Geistliches Leben. Indiktos, Athen 2013, ISBN 978-960-518-421-6.